# Hermenegildo José Torres Asanza
Hermenegildo José Torres Asanza (* 2. Juni 1966 in San Roque, Ecuador) ist ein ecuadorianischer Geistlicher und römisch-katholischer Bischof von Guaranda.

## Leben
Hermenegildo José Torres Asanza empfing am 12. Juli 1992 die Priesterweihe.
Papst Benedikt XVI. ernannte ihn am 30. Oktober 2007 zum Titularbischof von Centenaria und zum Weihbischof in Machala. Die Bischofsweihe spendete ihm der Bischof von Machala, Néstor Rafael Herrera Heredia, am 12. Dezember desselben Jahres; Mitkonsekratoren waren Erzbischof Giacomo Guido Ottonello, Apostolischer Nuntius in Ecuador, und Ángel Polivio Sánchez Loaiza, Bischof von Guaranda.
Am 22. Oktober 2012 ernannte ihn Benedikt XVI. zum Apostolischen Administrator von Machala; mit der Ernennung des neuen Bischofs von Machala, Ángel Polivio Sánchez Loaiza, endete dieses Amt am 20. Juli 2013.
Papst Franziskus ernannte ihn am 4. Oktober 2018 zum Bischof von Guaranda.